# FC Kupiškis
Futbolo klubas "Kupiškis" é um clube de futebol profissional lituano da cidade de Kupiškis que joga o Pirma lyga.

## História
O Futbolo klubas "Kupiškis" foi fundado em 2017.

## Participação noCampeonato Lituano
- 2018, Pirma lyga (D2) - 13°

| Temporada | Nível | Campeonato | Lugar | Ref   |
| --------- | ----- | ---------- | ----- | ----- |
| 2018.     | 2.    | Pirma lyga | 13.   |       |
| 2019.     | 2.    | Pirma lyga | 10.   | [ 1 ] |

## Equipamentos

### Equipamentos anteriores
- 2018

| FC KUPIŠKIS | FC KUPIŠKIS |

## Elenco Atual
Última atualização: 27 de março de 2019 (UTC)..